# Атоммаш
«Атоммаш» — найбільше в СРСР, а згодом у Росії виробниче об'єднання атомного енергетичного машинобудування. Розташоване в місті Волгодонськ Ростовської області. Офіційно введено в експлуатацію в 1978 році. Є одним з основних постачальників обладнання для підприємств атомної промисловості, нафтогазового комплексу, теплової енергетики. У 2012 році «Атоммаш» став виробничим філіалом ЗАТ «АЕМ-технології» (входить в АТ «Атоменергомаш» — машинобудівний дивізіон державної корпорації «Росатом».

## Історія

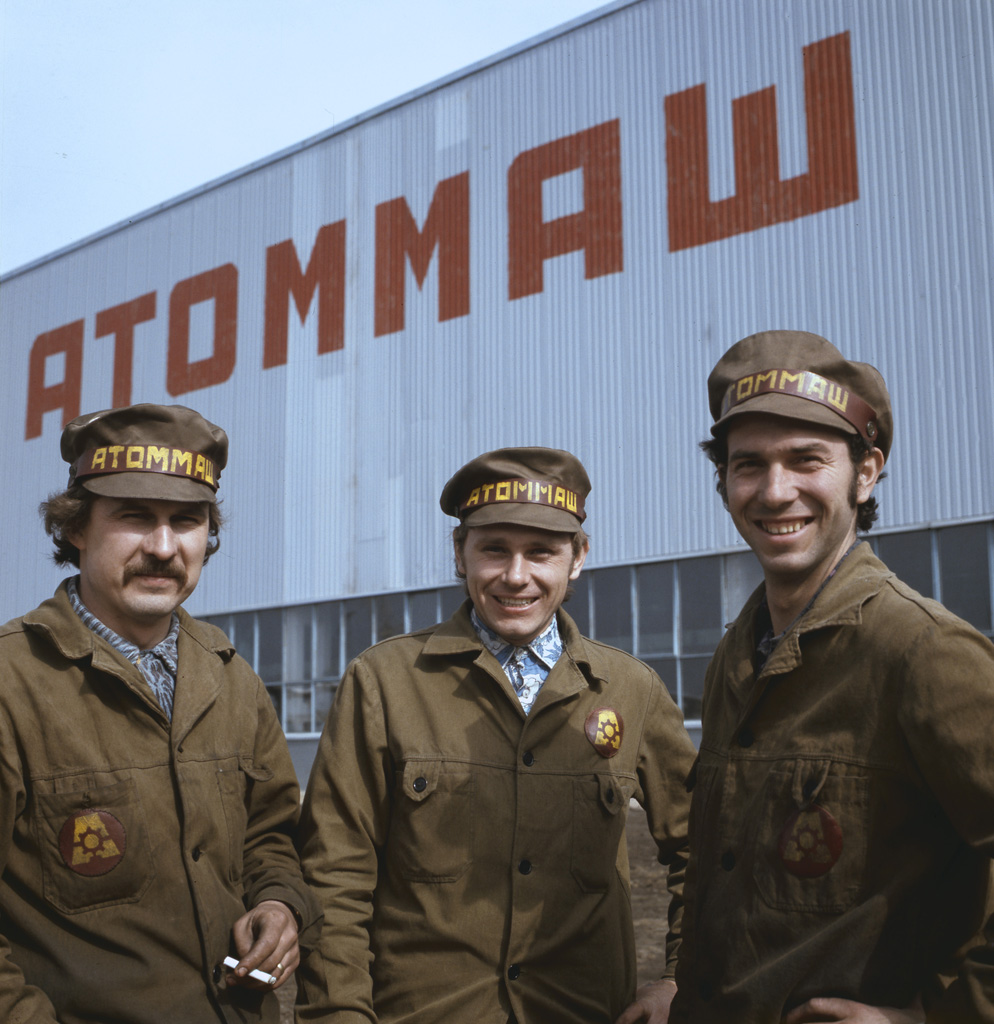
1977 рік, будівельники підприємства

### 1969-1974
В кінці 1960-х у СРСР виникла проблема з нестачею електричної енергії у майбутньому, що загрожувало загальмувати економічний розвиток країни. До 2000 необхідно було в 5-7 разів збільшити кількість електроенергії, одержуваної атомними електростанціями. Для цього потрібно було виробництво нових енергоблоків АЕС, необхідна кількість яких діючі заводи атомної галузі не могли поставити.
Для цього 26 листопада 1969 постановою ЦК КПРС і Ради Міністрів СРСР було оголошено про будівництво Волгодонського заводу важкого машинобудування (ВЗВМ). А 22 травня 1970 комісія Міністерства важкого, енергетичного і транспортного машинобудування СРСР брала участь у виборі майданчика для будівництва заводу в районі міста Волгодонська Ростовської області. Під будівництво ВЗТМ була обрана територія на протилежному Волгодонську березі Сухо-Соленовської затоки. Для цього спочатку відвели 200 гектарів земель радгоспу імені А. Чернікова і 200 гектарів радгоспу «Добровольський». 8 липня 1972 року розпочався офіційний набір робочих й фахівців на будівництво ВЗВМ. У період 1971-1973 років здійснювалося створення інженерної інфраструктури майбутнього підприємства. Географічне положення міста Волгодонська вигідно відрізняло його від решти в плані близькості до південної металургійної бази країни та використання Волго-Донського судноплавного каналу для доставки на підприємство сировини, матеріалів, комплектуючих вузлів і відвантаження готової продукції замовникам. Водний канал значно спрощував і удешевлял транспортування великовагових і великогабаритних виробів в далекі регіони країни і світу через Азовське, Чорне, Середземне і Каспійське моря. Для виробничої діяльності підприємства були побудовані автомобільні і залізні дороги, створено авіаційне сполучення.
У 1972 розроблено та розглянуто технічний проект заводу. На підставі експертизи Мінтяжмашу і Головдержекспертизи Держбуду СРСР, в листопаді 1974 Рада міністрів СРСР затвердив технічний проект першої черги промислового комплексу ВЗВМ. Були визначені основні завдання щодо його будівництва на період з 1976 по 1980 рр., що включали в себе створення та освоєння потужностей першої черги підприємства, а також підготовку і початок будівництва другої черги.

### 1974-1978
Будівництво заводу оголошено Всесоюзним ударним комсомольським будівництвом. У Волгодонськ почали приїжджати спеціалісти та молодь з комсомольським путівками, стали прибувати перші будзагони. Самим першим вручили ключі від кімнат у тільки що побудованих гуртожитках.
22 грудня 1975 встановлена перша колона головного корпусу заводу (корпус № 1). Олександр Чемонин — кореспондент газети «Ізвестія» запропонував назвати Волгодонський завод важкого машинобудування «Атоммашем», і в березні 1976 року будується ВЗВМ був перейменований в «Волгодонській завод атомного енергетичного машинобудування» — «Атоммаш». 17 квітня 1976 року будівельники почали заливку ростверків для фундаменту третього корпусу, а вже 18 грудня 1976 року була введена в експлуатацію перша черга корпусу № 3, запуск якого був приурочений до дня народження Леоніда Брежнєва. Запуск виробництва енергетичного обладнання на «Атоммаше» був здійснений вже в 1977 році. Офіційне прийняття в експлуатацію першої черги заводу відбулося 18 грудня 1978 року о 12 годині 45 хвилин, коли голова комісії, міністр енергетичного машинобудування В В. Кротов поставив свій підпис під актом прийому першої черги заводу. Потужність підприємства з виробництва енергетичного устаткування до 1978 року досягла 3 мільйонів кіловат на рік.

### 1979-1986

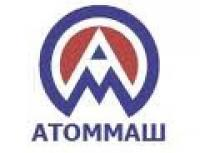
Логотип підприємства до 1986 року

За проектом на «Атоммаші» потужності дозволяли виготовляти 8 водо-водяних енергетичних реакторів (ВВЕР-1000) в рік потужністю 1000 МВт кожен. Крім реакторів здійснювалось виготовлення та збірка іншого обладнання, що входить в комплект блоку АЕС — парогенераторів, машин перевантаження ядерного палива, сепараторів-пароперегрівників, обладнання біозахисту, ємностей систем охолодження активної зони реактора та інше — всього 125 найменувань.

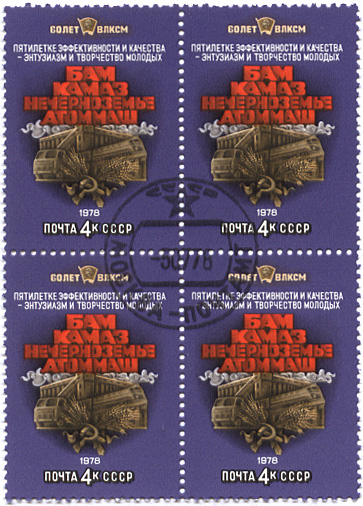
Поштова марка СРСР 1978 «60 років ВЛКСМ», присвячена найбільшим в країні будівництвах: БАМ, КАМАЗ, Нечорнозем'я, Атоммаш

Після катастрофи на Чорнобильській АЕС практично припинився розвиток атомної галузі у СРСР. Докази фахівців, що реактори ВВЕР-1000 виготовлені на Атоммаше більш надійні й безпечні, ніж РБМК в Чорнобилі, ні до чого не привели. Було зупинено будівництво АЕС в СРСР й державне фінансування галузі, й 5 реакторів з внутрикорпусним обладнанням залишилися на Атоммаше незатребуваними. У зв'язку з високою вартістю основних фондів підвищилася собівартість продукції Атоммашу й знизилася конкурентоспроможність. Крім цього, до початку 1992 року на балансі заводу знаходилося незавершене будівництво корпусу № 5, площею понад 80 тисяч м2. За планом будівництва в цьому корпусі повинні були розміститься цехи по виготовленню нестандартного обладнання, оснащення та знаряддя для енергомашинобудівної галузі. Однак, у зв'язку з незатребуваністю й важкою економічною ситуацією, корпус №5 не було добудовано й введено в експлуатацію. В кінці 1990-х років він був розібраний, а його металоконструкції були продані в якості металобрухту. 
У 1993 виробниче об'єднання було приватизовано і перепрофільоване на виробництво обладнання для металургії та нафто-газохімічного комплексу. У 1997 році АТВТ «Атоммаш» увійшло групу підприємств «Енергомаш», орієнтовану на виробництво газотурбінних ТЕЦ. Також на підприємстві виконувалися й сторонні замовлення для нафтопереробних й нафтохімічних виробництв. Виробництво ГТ-ТЕЦ, котрі виявилися менш затребуваними, ніж очікувалося, почало приносити збитки й група «Енергомаш» опинилася на межі банкрутства. У 2010 році Арбітражний суд Москви задовольнив позов Ощадбанку (основного кредитора), поданий в кінці 2009 року про солідарне стягнення заборгованості з ряду підприємств групи «Енергомаш».

### Після 2012 року
В кінці 2012 «Атоммаш» став виробничим філіалом ЗАТ «АЕМ-технології», що входить до складу машинобудівного дивізіону ВАТ «Атоменергомаш» державної корпорації «Росатом», який з дозволу Федеральної антимонопольної служби взяв у довгострокову оренду весь майданчик «Атоммашу», все обладнання, перевів на себе практично весь персонал. З цього часу «Атоменергомашем» реалізується програма відновлення виробництва обладнання для АЕС у співпраці з підприємствами-партнерами по атомній галузі. У 2012 році спільне підприємство Атоменергомашу й великої французької машинобудівною компанією «Alstom» («Альстом-Атоменергомаш» (ААЭМ)) обрало виробничу площадку «Атоммашу» для розгортання виробництва обладнання машинних залів електростанцій (у тому числі парових турбін) за французькою технологією «Arabelle». У 2013 році сумарна вартість замовлень заводу зросла в 5 разів порівняно з попереднім роком. Основний напрямок виробництва — обладнання для АЕС й газо-хімічне обладнання. Вперше за 26 років розпочато виробництво ядерного реактора, а саме нового реактора ВВЕР-1200 для Балтійської АЕС. У серпні 2013 року було відвантажено транспортний шлюз для Нововоронезької АЕС-2 загальною вагою близько 350 тонн. 14 жовтня 2015 року на «Атоммаше» було відвантажено, виготовлений підприємством, корпус реактора ВВЕР-1200 для Білоруської АЕС. Цей корпус реактора став першим, виготовленим на виробничому майданчику заводу «Атоммаш» після майже 30-річної перерви. 31 жовтня 2016 року заводом «Атоммаш» було відвантажено другий корпус реактора ВВЕР-1200 для споруджуваного енергоблоку №2 Білоруської АЕС.

## Продукція

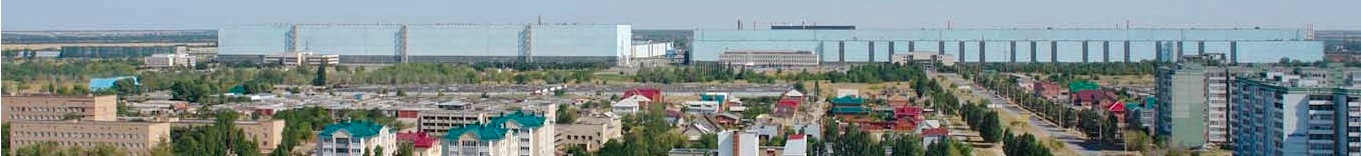
Панорама «Атоммашу»

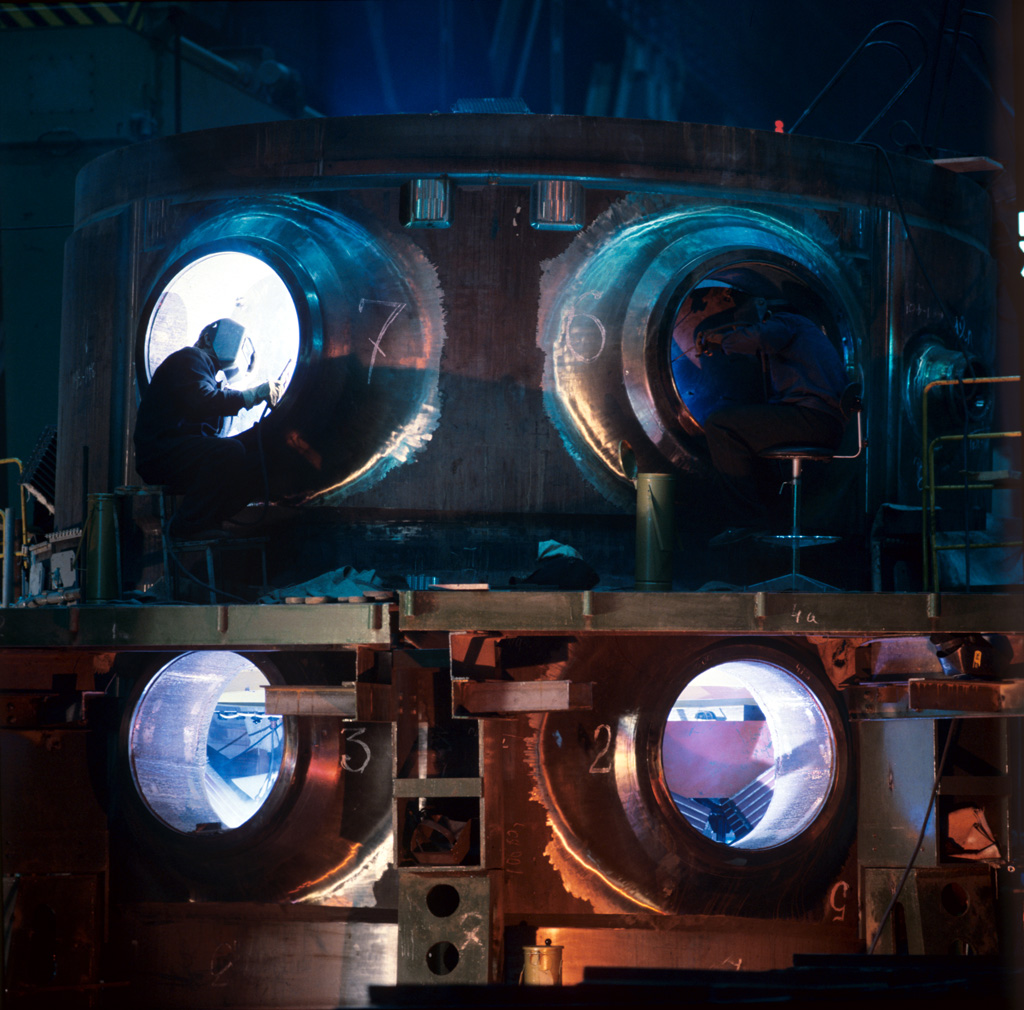
Виготовлення реактора ВВЕР-1000 на підприємстві

Виробничі площі «Атоммашу» складають близько 6 млн м2. Якість обладнання для атомної енергетики, вироблене ЗА «Атоммаш», було підтверджено сертифікатом ASME (Американського товариства інженерів-механіків). Проектна потужність — 8 комплектів реакторного устаткування в рік. У 1989 році підприємство виробило 4 повних комплекти обладнання. Виробниче об'єднання «Атоммаш» було ключовим підприємством в системі Міністерства середнього машинобудування СРСР і випускало широкий асортимент високотехнологічного обладнання для атомної енергетики і промисловості. Це підприємство виробляло ядерні реактори типу ВВЕР, в тому числі і СУЗ, парогенератори, сепаратори-пароперегрівачі і інше обладнання. На «Атоммаше» був виготовлений корпус реактора АСТ-500 для першої атомної станції теплопостачання — Горьківської АСТ, а також вузли термоядерної установки «Токамак Т-15» з надпровідним соленоїдом, що дає поле індукцією 3,6 Тл для Курчатовського інституту. Всього ж продукція заводу налічувала 125 найменувань виробів для атомних електростанцій. Продукція «Атоммашу» в різний час надходила на багато атомні електростанції, в тому числі на Ростовську, Балаковськую, Кримську та інші. До аварії на Чорнобильській АЕС «Атоммашем» було випущено понад 100 одиниць високотехнологічного обладнання для атомних електростанцій, в тому числі 14 реакторів ВВЕР-1000.

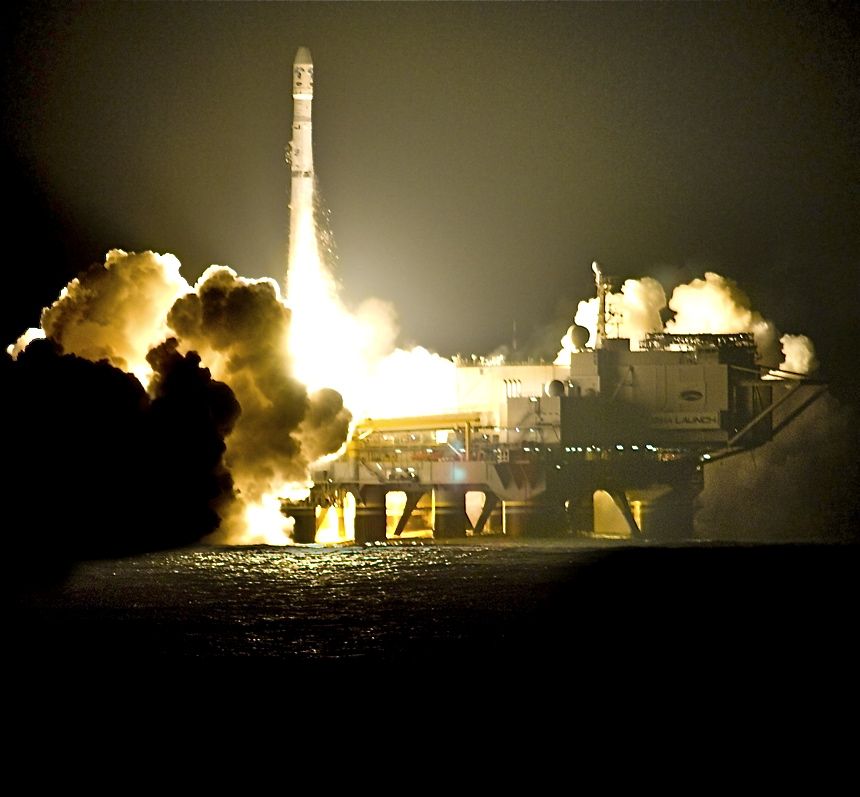
Морський старт

Крім комплектного обладнання для АЕС за своїм основним профілем, «Атоммаш» був здатний виробляти понад тисячу найменувань сучасної конкурентоспроможної продукції промислового призначення та товарів народного споживання, в тому числі: обладнання для енергетичних (включаючи тепло-, гідро- і вітроелектростанцій), металургійних, гірничих, нафтогазовидобувних і переробних комплексів, компактні міні-заводи по нафтопереробці з продуктивністю від 50 до 500 тис. тонн в рік, конструкції для морських та річкових вантажних і нафтоналивних портів, контейнери для транспортування і поховання радіоактивних відходів, залізничні цистерни для перевезення рідкого газу, установки для опріснення морської води, біоенергетичні установки для переробки відходів тваринництва в добриво з виробництвом тепла та електроенергії, обладнання для ракетно-космічної індустрії та багато іншого. Серед найбільших постійних замовників підприємства — такі компанії як Лукойл, Газпром, Роснефть, Сєвєрсталь і інші. «Атоммаш» міг виготовляти обладнання і вироби з товщиною стінок від 1 до 400 мм, діаметром до 22 м, довжиною до 80 м, вагою до 1000 тонн і експортував свою продукцію в різні країни світу, включаючи Німеччину, США, Францію, КНР, Японію, Індію, Сінгапур, Болгарію, Грецію, Туреччину, Іран, Кубу, Індонезію.
Виготовлення основного обладнання на «Атоммаше» здійснювалося в режимі замкнутого циклу, починаючи від отримання заготівлі та закінчуючи відвантаженням готового виробу. Для відвантаження і транспортування великовагових і великогабаритних вантажів на Цимлянському водосховищі був побудований спецпричал, оснащений двома потужними кранами загальною вантажопідйомністю 1200 тонн. До 1990 року річний випуск продукції на «Атоммаш» становив близько 130 тисяч тонн; кількість працюючих на підприємстві — 21 тисяча осіб.
В умовах ринкових відносин «Атоммаш» став багатопрофільним. Підприємство перейшло до виробництва технологічного устаткування для цілого ряду галузей промисловості й транспорту: нафтопереробної, металургійної та інше. До реалізації стали прийматися і окремі одиничні замовлення: для проекту космодрому морського базування «Морський старт» на «Атоммаше» виготовили 140-тонний інсталятор для підйому і установки ракети на пусковий стіл. У 1998 році на атомну тематику припадало близько 30 % від обсягів виробництва підприємства, друге місце займало виготовлення обладнання для металургійної промисловості (25,2 %), третє місце — обладнання для нафтегазохімічної промисловості (10,9 %). У 2000-і роки 80 % обсягів виробництва підприємства припадало на виготовлення обладнання для нафтопереробки і газохімії, 10 % — на обладнання для АЕС і 10 % — виробництво компонентів для газових турбін та іншого обладнання. На початку 2000-х років одним з основних видів діяльності підприємства стало виробництво за замовленням АК «Транснефть» шиберних засувок для магістральних нафтопроводів (з 1999 року), звернене до середини 2000-х років. З 2002 по 2011 рік на потужностях «Атоммашу», здійснювалося серійне виробництво газових турбін для ТЕЦ малої потужності (до 36 МВт).
У грудні 2012 рішенням ради директорів СП «Альстом-Атоменергомаш» було прийнято розмістити майданчик для виробництва обладнання машинних залів в Волгодонській філії «АЕМ-Технології» (ЗА «Атоммаш») в місті Волгодонську Ростовської області. Там же запущена підготовка виробництва окремих компонентів тихохідної турбіни, в рамках виконання замовлення для Балтійської АЕС. Основною причиною вибору «Атоммашу» стала можливість для виготовлення будь-якого енерго-машинобудівного обладнання, а також його відвантаження всіма видами транспорту, в тому числі водним з власного причалу.

## Галерея
|                                                     |
| Інженерний центр перед першим і четвертим корпусами |

|                |
| Алея перед АБК |

|                                      |
| Пам'ятник В. Ст. Курчатову перед АБК |

|                                |
| Монумент з реактором ВВЕР-1000 |

|                           |
| Великогабаритний кантувач |

|                       |
| Зварювальний комплекс |

|                         |
| Збірка корпусу реактора |

|                           |
| Технічний контроль вироби |

|                         |
| Поштова марка 1981 року |

|                  |
| Значок «Атоммаш» |

|                                |
| Значок «Атоммаш — Волгодонськ» |

|                                  |
| Медаль на честь пуску «Атоммашу» |